# Dynín
Dynín település Csehországban, a České Budějovice-i járásban. Dynín Ponědrážka, Ponědraž, Neplachov, Bošilec, Dolní Bukovsko, Mazelov és Záblatí településekkel határos. Lakosainak száma 375 fő (2024. január 1.).

## Népesség
A település lakosságának változását az alábbi diagram mutatja:
| Lakosok száma | 532  | 526  | 478  | 371  | 390  | 344  | 311  | 318  | 341  | 375  |
|               | 1869 | 1890 | 1921 | 1950 | 1980 | 2001 | 2017 | 2019 | 2022 | 2024 |